# Herbert Wiegandt
Herbert Wiegandt (* 20. September 1914 in Ulm; † 15. November 2003) war ein deutscher Autor und Bibliothekar. Er ist als „Wieland“ in den Eugen-Rapp-Büchern des Schriftstellers Hermann Lenz bekannt geworden.

## Leben
Herbert Wiegandt wuchs in Ulm auf. Er hatte zwei ältere Brüder; Robert bewirtschaftete ein Gut in Törpla, Otto war Lehrer und Heimatforscher in Ulm. Einer seiner Cousins war der Architekt Paul Trüdinger, einer seiner Onkel Robert zum Tobel.
Herbert Wiegandt studierte in Heidelberg und – nachdem Karl Jaspers 1937 die Lehrbefugnis entzogen worden war – in München Philosophie, Geschichte und Kunstgeschichte. In seiner Studienzeit begannen die Freundschaften mit Hermann Lenz und Werner Siegel.
Während des Zweiten Weltkrieges diente er als Soldat im Sanitätseinsatz. Im September 1942 heiratete Wiegandt Helga Sindlinger aus Stuttgart. Die kirchliche Trauung fand im Ulmer Münster statt.
1944 wurde Wiegandt in Polen verwundet. Als die amerikanischen Streitkräfte einmarschierten, befand er sich in Bückeburg, von wo aus er zu Fuß nach Ulm zurückkehrte. Dort traf er am 3. Mai 1945 ein. Das von seinem Großvater erbaute Elternhaus Wiegandts in der Schaffnerstraße 8 war am 17. Dezember 1944 einem Bombenangriff zum Opfer gefallen; das Ehepaar Wiegandt fand jedoch eine Unterkunft in der Nähe des alten Wohnsitzes. In der Schaffnerstraße 8 hatten noch Wiegandts verwitwete Mutter – der Vater war schon 1937 gestorben – und der Bruder Otto gewohnt; sie überlebten das Bombardement.
Im Juni 1945 wurde Herbert Wiegandt Leiter der Städtischen Volksbücherei in Ulm; dieses Amt hatte er zwanzig Jahre lang inne. Im literarischen Betrieb der Nachkriegszeit gehörte er zu dem Kreis um Inge Aicher-Scholl und Otl Aicher. 1965 wurde er Professor an der Stuttgarter Fachhochschule für Bibliothekswesen. 1979 trat er in den Ruhestand.
Herbert Wiegandt gab unter anderem übersetzte Texte aus Felix Fabris Evagatorium über die Pilgerreise ins Heilige Land heraus.
Er wurde auf dem Stuttgarter Waldfriedhof bestattet.

## Veröffentlichungen
- Ulm. Lebensgeschichte einer Stadt. Bonn 1969.
- Felix Fabri, Galeere und Karawane, Pilgerreise ins Heilige Land, zum Sinai und nach Ägypten 1483, bearbeitet von Herbert Wiegandt. Stuttgart 1996.
- Bürgerzeit im Zwiespalt. Konrad Dieterich Haßler 1803 bis 1873. Von der Politik zur Denkmalpflege. Ulm 1998, ISBN 978-3-88294-269-9.
- Inselexistenz. Vorkrieg und Krieg 1935–1945, Briefe und Aufzeichnungen (= Veröffentlichungen der Ulmer Stadtbibliothek 21). Weißenhorn 2002